# Cryptobasidium
Cryptobasidium är ett släkte av svampar. Cryptobasidium ingår i familjen Cryptobasidiaceae, ordningen Exobasidiales, klassen Exobasidiomycetes, divisionen basidiesvampar och riket svampar.
|                | Botryoconis                              |
|                |                                          |
|                | Clinoconidium                            |
|                |                                          |
|                | Coniodictyum                             |
|                |                                          |
| Cryptobasidium | \| \| Cryptobasidium ocoteae \| \| \| \| |
|                | \| \| Cryptobasidium ocoteae \| \| \| \| |
|                | Drepanoconis                             |
|                |                                          |
|                | Cryptobasidium ocoteae                   |
|                |                                          |

|  | Cryptobasidium ocoteae |
|  |                        |